# USC Paloma Hamburg
Der Uhlenhorster Sport-Club „Paloma“ v. 1909 e. V., bekannt als USC Paloma Hamburg oder einfach nur USC Paloma, ist ein Sportverein aus Hamburg mit Sitz im Stadtteil Barmbek-Süd. Er wurde im August 1909 von sportbegeisterten Jugendlichen mit Hilfe Erwachsener gegründet und hat seine Wurzeln im Stadtteil Uhlenhorst.

## Geschichte
Während des Zweiten Weltkriegs bildete Paloma zusammen mit dem SV Uhlenhorst-Hertha und dem SC Urania Hamburg eine Kriegsspielgemeinschaft, die unter dem Namen Barmbecker SG von 1939 bis 1943 sowie in der Spielzeit 1944/45 in der Gauliga Nordmark, bzw. nach 1942 in der Gauliga Hamburg spielte.
Bereits Mitte der 1960er Jahre spielten die Basketballer des Klubs in der Stadtliga. 1967 gelang gar der Aufstieg in die Oberliga Nord. Aber bereits 1968 wechselte die vollständige Basketballabteilung unter Trainer Eli Araman zum SV St. Georg von 1895.
Überregionale Bekanntheit errang der USC Paloma mit der Teilnahme seiner Fußball-Mannschaft am DFB-Pokal 2002/03 durch den Gewinn des Hamburger Pokals, die allerdings in der ersten Runde nach einer 0:5-Niederlage gegen den 1. FC Kaiserslautern schnell ausschied. Eine erneute Teilnahme am DFB-Pokal gelang 2014, wo man sich in der ersten Runde dem Erstligisten 1899 Hoffenheim 0:9 geschlagen geben musste.
Die 1. Mannschaft der Handball-Abteilung wurde als Teil der HG Hamburg-Barmbek (HGHB) 2007/08 Hamburger Meister in der höchsten Spielklasse, der Hamburger Oberliga.
Die 1. Herren-Fußballmannschaft des USC Paloma spielt in der Oberliga.

### Erfolge
- Hamburger Pokal: 2002, 2014; Finalist: 2024, 2025

## Angebotene Sportarten
Folgende Sportarten werden angeboten.
- Badminton (Hobbygruppe)
- Basketball (Freizeitliga)
- Fußball (größte Abteilung)
- Fußballschiedsrichter
- Fußballtennis (Seniorengruppe)
- Handball (als HG Hamburg-Barmbek)
- Kampfsport (Judo, Karate, Brazilian Jiu Jitsu und Gung Fu)
- Kindersport
- Seniorensport (Nordic Walking, Wandern, Kegeln, Seniorengymnastik)
- Tischtennis
- Wassergymnastik
- Wassersport (mit eigenem Bootshaus)